# Kino na Granicy
Przegląd Filmowy Kino na Granicy / Kino na Hranici – festiwal filmowy, który odbywa się co roku w Cieszynie od 1999 roku, podczas którego prezentowane są filmy fabularne polskie, czeskie i słowackie i retrospektywy artystów filmowych oraz wydarzenia towarzyszące.

## Historia

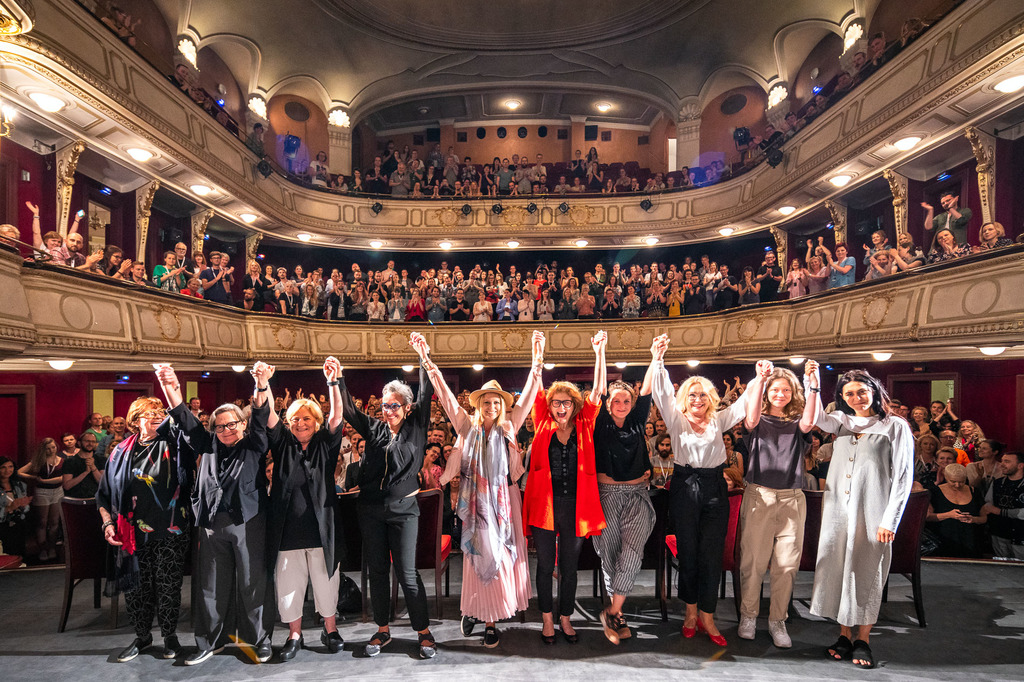
Spotkanie z twórcami filmowymi w teatrze w Cieszynie w 2018 roku

Przegląd Filmowy Kino na Granicy / Kino na Hranici zrodził się w środowisku Solidarności Polsko-Czesko-Słowackiej. Pierwsza edycja w 1999 roku oferowała jedenaście czeskich filmów pokazywanych w jednym kinie. Trzecia edycja przyniosła rozszerzenie artystycznych poszukiwań na kino Słowaków, czwarta pokazy także w Czeskim Cieszynie, a na szóstej pojawiły się filmy polskie i węgierskie – i tak już pozostało.
Liczba pokazywanych filmów systematycznie rosła, by w dwunastej edycji w 2010 roku dojść do okrągłej setki. I wtedy rozpoczęła się doceniana przez uczestników przeglądu stabilizacja: 6 dni, co najmniej 4 miejsca projekcji w jednym, choć podwójnym mieście, zawsze ponad 100 filmów, 5 koncertów i mnóstwo wydarzeń towarzyszących. Niezmienna pozostaje też baza: konsekwentnie odkrywana i promowana kultura najbliższych sąsiadów.

## Festiwal

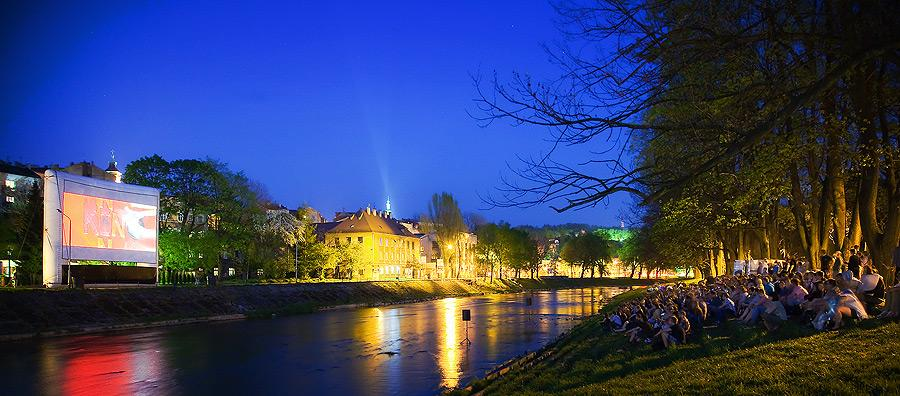
Projekcja filmu na granicznej rzece Olzie w 2012 roku

Kino na Granicy to największy przegląd filmów z Polski, Czech i Słowacji. To jedyne wydarzenie filmowe, które już od ponad dwóch dekad odbywa się w jednym mieście, ale po dwóch stronach granicy – w polskim i czeskim Cieszynie. Miasto podzielone rzeką Olzą łączy most Przyjaźni symbolizując jednocześnie ideę festiwalu. Od samego początku, czyli od 1999 roku celem Kina na Granicy jest wzajemne promowanie kina środkowoeuropejskiego po obu stronach granicy. Projekcjom filmowym towarzyszą koncerty, wystawy, dyskusje i spotkania z twórcami oraz warsztaty. Bogaty i oryginalny program Kina na Granicy oraz niepowtarzalny klimat festiwalu zaskarbił serca tysięcy fanów i został doceniony przez środowisko filmowe. Dyrektorką festiwalu jest Jolanta Dygoś, natomiast dyrektorami artystycznymi: Maciej Gil (do 2015), Martin Novosad i Łukasz Maciejewski (od 2016).

## Nagrody
- 2018 – nominacja Polskiego Instytutu Sztuki Filmowej do nagrody w kategorii Promocja polskiego kina za granicą
- 2013 – nagroda Polskiego Instytutu Sztuki Filmowej w kategorii Międzynarodowe Wydarzenie Filmowe
- 2011 – nominacja Polskiego Instytutu Sztuki Filmowej do nagrody w kategorii Międzynarodowe Wydarzenie Filmowe
- 2010 – nominacja Polskiego Instytutu Sztuki Filmowej do nagrody w kategorii Międzynarodowe Wydarzenie Filmowe
- 2009 – nominacja Polskiego Instytutu Sztuki Filmowej do nagrody w kategorii Międzynarodowe Wydarzenie Filmowe
- 2008 – Laur Studencki przyznawany przez Samorząd Studencki Uniwersytetu Śląskiego w kategorii Wydarzenie Kulturalne Roku

## Kalendarium
| Rok  | Program: | Goście: | Wydarzenia towarzyszące: |
| ---- | --- | --- | --- |
| 2020 | Odwołano z powodu obostrzeń związanych z pandemią COVID-19 | | |
| 2019 | Retrospektywy: Marcin Dorociński, Jaromír Hanzlík, Milan Kňažko, Marek Koterski, Jan Švankmajer; Na ekranie: Femme fatale; Nowe filmy polskie, czeskie i słowackie; Katowice filmu; Wolność 1989. | Petro Aleksowski, Kamilla Baar, Weronika Bliska, Małgorzata Bogdańska, Jacek Borcuch, Jacek Braciak, Karolina Bruchnicka, Jowita Budnik, Grażyna Błęcka-Kolska, Janusz Chabior, Olga Chajdas, Zbigniew Domagalski, Marcin Dorociński, Sandra Drzymalska, Beata Dzianowicz, Marian Dziędziel, Maria Dębska, Kinga Dębska, Małgorzata Foremniak, Barbara Grzegorzek, Łukasz Grzegorzek, Natalia Grzegorzek, Mariusz Grzegorzek, Jaromír Hanzlík, Małgorzata Imielska, Ewa Kaim, Beata Kawka, Hubert Klimko-Dobrzaniecki, Adrian Łabanowski, Magdalena Łazarkiewicz, Antoni Komasa-Łazarkiewicz, Mary Komasa, Aleksandra Konieczna, Bartosz Konopka, Andrzej Konopka, Jiří Konvalinka, Natalia Koryncka-Gruz, Joanna Kos-Krauze, Marek Koterski, Michał Koterski, Zofia Kowalewska, Barbara Kurzaj, Milan Kňažko, Borys Lankosz, Magdalena Lankosz, Katarzyna Lesisz, Gabriela Muskała, Elwira Niewiera, Radosław Ochnio, Ilona Ostrowska, Adrian Panek, Maciej Pieprzyca, Karolina Porcari, Anna Radwan, Dorota Requeplo, Piotr Rosołowski, Maria Sadowska, Adam Sikora, Łukasz Simlat, Radim Špaček, Tomasz Sobczak, Helena Sujecka, Jagoda Szelc, Aleksandra Terpińska, Bartłomiej Topa, Grażyna Trela, absolwentki Wydziału Grafiki Akademii Sztuk Pięknych w Krakowie, Katarzyna Trzaska, Philippe Tłokiński, Paulina Walendziak, Witold Wieliński, Barbara Wypych, Tomasz Włosok, Małgorzata Zajączkowska, Zbigniew Zamachowski, Krzysztof Zanussi, Janusz Zaorski | Koncerty: Decent Elephant (Pl), Oxford Drama (Pl), Luvver (Sk), Vložte Kočku (Cz), Król (Pl), Koncert Wolności; Wydarzenia Bez Granic: In Memoriam: Kora (wokalistka), Kazimierz Kutz; Wystawy: Andrzej Pągowski, Dorota Roqueplo, Adam Sikora, Jan Švankmajer, Czeska Zabawka; Pokazy transagraniczne nad Olzą; Debata Premierów „30 Lat Wolności”: Hanna Suchocka, Petr Pithart, Iveta Radičová, György Varga; Debata „Kultura 1989-2019: Bilans zysków i strat”: Krzysztof Zanussi, György Varga, Petr Oslzlý, Martin M. Šimečka; Pojedynek tłumaczy: Andrzej S. Jagodziński vs Jan Stachowski |
| 2018 | Retrospektywy: Danuta Stenka, Ivan Trojan, Jan Hřebejk i Petr Jarchovský, Krzysztof Zanussi, VŠMU, Niespokojne kino. 1968, Świętowanie! Kino/Teatr, Element węgierski, Element rosyjski, Filmy dla dzieci, Nowe filmy | Kasia Adamik, Magdalena Biedrzycka, Michał Borczuch, Jowita Budnik, Bartosz Chajdecki, Stanisław Cywka, Kinga Dębska, Zbigniew Domagalski, Piotr Domalewski, Łukasz Dzięcioł, Marian Dziędziel, Beata Fudalej, Robert Gliński, Małgorzata Gorol, Mariusz Grzegorzek, Agnieszka Holland, Jan Hřebejk, Anna Jadowska, Petr Jarchovský, Beata Kawka, Mary Komasa, Antoni Komasa-Łazarkiewicz, Maja Komorowska, Sandra Korzeniak, Joanna Kos-Krauze, Fero Liptak, Magdalena Łazarkiewicz, Janusz Majewski, Márta Mészáros, Gabriela Muskała, Anna Osmólska-Mętrak, Łukasz Palkowski, Jacek Petrycki, Agnieszka Podsiadlik, Piotr Polak, Jacek Poniedziałek, Anna Próchniak, Halina Rasiakówna, Dorota Roqueplo, Maria Sadowska, Paweł Sala, Adam Sikora, Michał Sobociński, Danuta Stenka, Irena Strzałkowska, Jagoda Szelc, Ewa Telega, Andrzej Titkow, Martin Šulík, Bartłomiej Topa, Marzena Trybała, Justyna Wasilewska, Małgorzata Zajączkowska, Krzysztof Zanussi, Janusz Zaorski, Petr Zelenka, Artur Żmijewski | koncerty: Pogodno, Tymon Tymański & MU, Noisy Pots, Skyline, Bad Karma Boy, #KosmiczneUrodzinyKnG; wystawy: „Twój Vincent”, Adam Sikora „Fish”, „Gasstosteron”, „Od kubizmu do XXI wieku”, Marek Głowacki – mural; projekt „Kultura zmasakrowana. Polska i Czechosłowacja 1968 rok” (debaty, wystawa); wydanie we współpracy z „Pograniczem” książki Josefa Škvoreckiego „Wszyscy ci wspaniali chłopcy i dziewczyny”; spotkania: Łukasz Maciejewski „Aktorki. Portrety”, „Reżyserzyce”, „Świat Zanussiego”                                                                                        |
| 2017 | Retrospektywy: Karel Roden, Antonín Máša, Allan Starski, Karolina Gruszka, Milan Lasica, Wydział Filmu i Telewizji Akademii Sztuk Scenicznych (FAMU); Buntownicy i chuligani, Emigranci i imigranci, Fashionerzy i fashionistki, Akcent węgierski, Filmy dla dzieci, Nowe filmy                                                           | Kasia Adamik, Leszek Bodzak, Jan Budař, Olga Chajdas, Andrzej Chyra, Stanisław Cywka, Ireneusz Czop, Zbigniew Domagalski, Łukasz Dzięcioł, Beata Fudalej, Urszula Grabowska, Karolina Gruszka, Mariusz Grzegorzek, Adam Guziński, Agnieszka Holland, Arkadiusz Jakubik, Rafał Kapeliński, Hubert Klimko Dobrzaniecki, Mary Komasa, Antoni Komasa-Łazarkiewicz, Bartosz M. Kowalski, Barbara Kurzaj, Milan Lasica, Sebastian Łach, Maria Mamona, Włodzimierz Niderhaus, Mariusz Palej, Maciej Pieprzyca, Agnieszka Podsiadlik, Adam Sikora, Wiesława Starska, Allan Starski, Piotr Stasik, Grażyna Trela, Artur Urbański, Beata Walentowska, Daria Woszek, Małgorzata Zajączkowska, Anna Zamecka, Janusz Zaorski, Krzysztof Zawadzki, Greg Zglinski, Maciej Żak, Lesław Żurek | koncerty: Prago Union (Live Band), Jakubik & Deriglasoff, Xxanaxx, Chiki Liki tu-a; wystawy: Allan Starski: scenografia, Wiesława Starska: kostiumy, Nigredo – Rysunki i fotografie Adama Sikory; Spotkanie studentów i pedagogów Wydziału Filmowego i Telewizyjnego Akademii Sztuk Scenicznych w Pradze (FAMU) oraz Państwowej Wyższej Szkoły Filmowej, Telewizyjnej i Teatralnej im. Leona Schillera w Łodzi „Razem na Granicy”; Spotkanie literackie z Moniką Kompaníkovą |
| 2016 | Retrospektywy: Grzegorz Królikiewicz, Agata Kulesza, Ladislav Helge, Anna Geislerová, Magda Vašaryová, Dušan Trančik, Łódzka Szkoła Filmowa, Osiemnastka na osiemnastkę, Malowanie na ekranie, Parno nie porno, Tradycyjny element węgierski, Nowe filmy                                                                                  | Maciej Adamek, Filip Bajon, Karolina Bielawska, Małgorzata Bogdańska, Marcin Bortkiewicz, Kuba Czekaj, Ireneusz Czop, Kinga Dębska, Zbigniew Domagalski, Marian Dziędziel, Jolanta Fraszyńska, Konrad Eleryk, Anna Geislerová, Katarzyna Klimkiewicz, Marek Koterski, Krzysztof Kopczyński, Jakub Kroner, Grzegorz Królikiewicz, Agata Kulesza, Sebastian Łach, Magdalena Łazarkiewicz, Matej Mináč, Włodzimierz Niderhaus, Marta Nieradkiewicz, Ivan Ostrochovský, Karolina Porcari, Michał Rogalski, Tomasz Rudzik, Adam Sikora, Agnieszka Smoczyńska, Wojciech Staroń, Aleksandra Terpińska, Dušan Trančik, Tomasz Wasilewski, Magda Vašaryová, Lenka Vlasáková, Małgorzata Zajączkowska, Janusz Zaorski, Lesław Żurek | koncerty: Mary Kamasa, Zimowa, Čankišou, Fallgrapp, Holden Caulfield; premiera monodramu „Nie lubię pana, Panie Fellini”; wystawa: „Kinemato(graf)”; spotkania literackie: Łukasz Maciejewski: „Aktorki. Portrety”, Jerzy Kronhold: „Skok w dal” |
| 2015 | Retrospektywy: Katarzyna Figura, Marcin Krzyształowicz, Stanislav Párnický, Bolek Polívka, Emílie Vášáryová, Drahomíra Vihanová, Filmy według prozy Ludvíka Aškenázego, Studio Filmów Rysunkowych w Bielsku-Białej, Stokrotki: Kino kobiet w kinematografii czechosłowackiej, Teatroteka, Element węgierski, Akcent ukraiński, Nowe filmy | Štěpán Altrichter, Jowita Budnik, Sebastian Buttny, Daniel Dangl, Katarzyna Figura, Martin Frimmer, Ireneusz Grzyb, Barbara Hessová, Miroslav Janek, Grzegorz Jaroszuk, Miroslav Krobot, Marcin Krzyształowicz, Zdzisław Kudła, Krzysztof Magowski, Włodzimierz Niderhaus, Andrzej Orzechowski, Józef Pawłowski, Stanislav Párnický, Adam Sikora, Jiří Stejskal, Grzegorz Stosz, Tomáš Svoboda, Radim Špaček, Martin Šulík, Szymon Piotr Warszawski, Emília Vášáryová, Drahomíra Vihanová, Lukáš Zednikovič | koncerty: Billy Barman, ILLE, Mister D., Tata Bojs, The Abstinents; wystawy: plakatów studentów i wykładowców Uniwersytetu Śląskiego „Kinemato(graf)”, rysunków, scenopisów i kadrów filmowych „50 lat Bolka i Lolka”; spotkania literackie z Romanem Jaroszem, Maciejem Robertem i Krzysztofem Tomasikiem; projekt „Dramat wolności”: warsztaty i projekcje dla osadzonych w Zakładzie Karnym w Cieszynie |
| 2014 | Retrospektywy: Dušan Hanák, Janusz Majewski i Kurt Weber, Filmy według prozy Franza Kafki i Jaroslava Haška, Wielka Wojna 1914–1918, Biały mazur. Kino kobiet w polskiej kinematografii. Granice i mury świata: Na filmowej Ukrainie, Element węgierski, Nowe filmy                                                                       | Laco Adamik, Mateusz Banasiuk, Rudolf Biermann, Matěj Chlupáček, Ewa Ciszewska, Martin Duba, Monika Effenbergerová, Irena French, Tomasz Gąssowski, Dušan Hanák, Arkadiusz Jakubik, Roman Kłosowski, Joanna Kożuch, Krystyna Krauze, Pavla Kubečková, Mieczysław Kuźmicki, Janusz Majewski, Peter Neveďal, David Rauch, Maciej Sobieszczański, Boris Šima, Galina Šustová, Wojciech Święs, Monika Talarczyk-Gubała, Krzysztof Wielgus, Arkadiusz Wojnarowski, Lukáš Veverka, Ivan Vojnár, Michał J. Zabłocki | koncerty: Bokka, Dr Misio, Kieslowski, Puding pani Elvisovej, The Fathers, Zrní; wystawy: fotografii Dušana Hanáka, fotografii i plakatów „Polska, Europa, świat – Twarze Agnieszki Holland”; debata „W kulturze, otoczeniu, głowach – co nam zostało sprzed 1914 roku?”; warsztaty „Jak powstają filmy?”; 2. Spotkania Sztuki w Wenecji Cieszyńskiej; branżowe forum Spotkanie na Granicy |
| 2013 | Retrospektywy: Miroslav Ondříček i David Ondříček, Peter Solan, Jerzy Stuhr, 25 lat Studia Filmowego Kalejdoskop, Rzeka, Środkowoeuropejskie filmy muzyczne, Granice i mury świata: Izrael/Palestyna, Element węgierski | Ireneusz Czop, Kinga Dębska, Zbigniew Domagalski, Ákos Engelmayer, Sławomir Fabicki, Klára Follová, Mira Fornay, Iveta Grófová, Grzegorz Hartfiel, Mirosław Jasiński, Juraj Krasnohorský, Krystyna Krauze, Robert Lakatos, Gabriela Míčová, András Muhi, Marek Mutor, Włodzimierz Niderhaus, Juraj Nvota, Tereza Nvotová, David Ondříček, Dźmitry Vinsent Papko, Jan Rydel, Adam Sikora, Janusz Skałkowski, Ľubomír Slivka, Jerzy Stuhr, Maciej Stuhr, Wojciech Szczudło, Petruška Šustrová, Piotr Śliwiński, Artur Baron Więcek, Arkadiusz Wojnarowski, Tomasz Wolski, Paolo Volponi | koncerty: Floex, Korben Dallas, PzH, R.U.T.A., Toxique; wystawy: rysunków Eleny Leszczyńskiej „To nie oni, to inni, a są jeszcze obcy i drapieżniki”, malarstwa Jana Vytiski „Diabeł jest stary i zmęczony”; branżowe forum Spotkanie na Granicy; 1. Spotkania Sztuki w Wenecji Cieszyńskiej |
| 2012 | Retrospektywy: Antoni Krauze, Zdeněk Svěrák i Štefan Uher, Największy Czech Jára Cimrman, Futbolowa gorączka, Środkowoeuropejskie filmy gangsterskie i kryminalne, Granice i mury świata: Romowie i biali, Element węgierski, Nowe filmy                                                                                                  | Krzysztof Dziomdziora, Diana Fabiánová, Ondřej Havel, Tomasz Heczko, Piotr Ivan Ivanov, Joanna Kos-Krauze, Antoni Krauze, Jerzy Kronhold, Joanna Kulig, Elena Leszczyńska, Peter Michalovič, Gabriela Muskała, Włodzimierz Niderhaus, Miroslav Ondruš, Lidia Ostałowska, Małgorzata Pikus, Adam Sikora, Zdeněk Svěrák, Wojciech Szczudło, Lucie Šteflová, Martin Šulík, Piotr Śliwiński, Arkadiusz Wojnarowski, Ondřej Vetchý | koncerty: Fast Food Orchestra, Julia Marcell, Lesní zvěř, Strom, Vypsaná fiXa; wystawy: prac studentów Uniwersytetu Ostrawskiego „Wspólniekażdysam”, fotografii Wojciecha Kucharczyka „Duże zdjęcia ładnych roślin z latającym światłem”; spotkania literackie z Jerzym Kronholdem i Lidią Ostałowską; warsztaty tłumaczeniowe; charytatywny mecz w piłkę nożną pomiędzy reprezentacjami polskich i czeskich artystów; branżowe forum Spotkanie na Granicy |
| 2011 | Retrospektywy: Adam Sikora, Igor Luther i Miloslav Luther oraz Otakar Vávra, Filmy z muzyką Krzysztofa Komedy; O tramwajach i innych; Środkowoeuropejskie westerny; Element węgierski; Nowe filmy | Daniela Bakerová, Jana Bebrová, Václav Burian, Mariana Čengel Solčanská, Eduard Čengel, Kinga Dębska, Marek Dobeš, Zbigniew Domagalski, Pavel Hajný, Juraj Krasnohorský, František Krähenbiel, Václav Kudrnka, Igor Luther, Miloslav Luther, Janusz Majewski, Lech Majewski, Maciej Melecki, Martin Müller, Peter Neveďal, Włodzimierz Niderhaus, Pepe Rafaj, Miro Remo, Barbora Seidlová, Adam Sikora, Krzysztof Siwczyk, Janusz Skałkowski, Mariusz Surosz, Wojciech Szczudło, Robert Talarczyk, Anna Targiel, Leszek Wosiewicz, Ingmar Villqist, Petr Zelenka | koncerty: Charlie Straight, Fiordmoss, Igor Boxx, Kazety, Karbido „Stolik”; wystawy: instalacji Gabrieli Pienias „Eléctrico, portugalski tramwaj”, rzeźb Petra Holečka „Opowieści”, EkoGlass; spotkanie literackie z Mariuszem Suroszem; warsztaty filmowe Trzy Spojrzenia; branżowe forum Spotkanie na Granicy |
| 2010 | Retrospektywy: Adam Sikora, Martin Šulík; Filmy według prozy Kornela Filipowicza i Josefa Škvoreckiego; Środkowoeuropejskie kino grozy; Węgierska Wiosna Filmowa; Nowe filmy | Vlado Balko, Jaroslav Brabec, Kinga Dębska, Diana Fabiánová, Aleksander Filipowicz, Marcin Filipowicz, Bogusław Kierc, Jan Komasa, Jerzy Kronhold, Elena Leszczyńska, Fero Lipták, Bronisław Maj, Leszek Aleksander Moczulski, Piotr Mularuk, Włodzimierz Niderhaus, Jan Pieszczachowicz, Tomasz Emil Rudzik, Adam Sikora, Dan Svatek, Wisława Szymborska, Ondrej Šulaj, Marian Urban, Andrzej Werner, Petr Zelenka | koncerty: MIDI LIDI, Mikołaj Trzaska & Ken Vandermark, L.U.C, Noisecut, WWW; wystawy: rysunków Eleny Leszczyńskiej „W stronę tamtej strony”, malarstwa Adama Sikory „Scharzberg”, rysunków Martina Šulíka „Čarbanice”, rysunków, malarstwa i obiektów Svätopluka Mikyty „Dif fenbachia Rex” i ilustracji Adolfa Borna, Uliczne Atelier; branżowe forum Spotkanie na Granicy |
| 2009 | Retrospektywy: Evald Schorm i Pavol Barabáš; Dzienniki Márty Mészáros, Kino LEM; Środkowoeuropejskie kino gatunkowe: science- fiction; Filmowy portret Erzsébet Báthory, Element węgierski, Nowe filmy | Pavol Barabáš, Jacek Bławut, Jiří Chlumský, Olga Dabrowská, Pavla Foglová, Andrzej S. Jagodziński, Zbigniew Janas, Paweł Jońca, Andrzej Kołodyński, Bartosz Kurowski, Juraj Lehotský, Miloslav Luther, Václav Marhoul, Jan Nowicki, Maciej Pieprzyca, Vít Pancíř, Patrik Pašš, Marek Piestrak, Mieczysław Dučin Piotrowski, Adam Sikora, Laura Sivaková, Martin Šulík, Dušan Trančík, Andrzej Werner | koncerty: Contemporary Noise Sextet, Čokovoko, DVA, MCH Band, MIDI LIDI, OTK, Pulsarus, Zvuková brigáda; wystawy: plakatów Bohdana Heblíka „Strata głosu”, „Wystawa autorska” Pawła Jońcy, fotografii Ewy Cieniak i Bartka Nowakowskiego „Tu było kino”, „Česká nej/Czeskie naj”; wykłady dr. Andrzeja Kołodyńskiego i prof. Andrzeja Wernera; branżowe forum Spotkanie na Granicy |
| 2008 | Retrospektywy: Pavel Juráček i Franciszek Pieczka, 11 filmów na 10-lecie – cykl jubileuszowy, O piciu i pijących – cykl jubileuszowy, Film i historia: Czechosłowacja‚ 68, Film i historia: Węgry‚ 56, Słowackie filmy animowane, Węgierska Wiosna Filmowa, Nowe filmy                                                                    | Marian Dziędziel, Vlado Fischer, Pavel Hajný, Marek Juráček, István Kovács, Krystyna Krauze, Marcin Kwaśny, Jaroslav Rudiš, Martin Šulík, Dušan Trančík, Maxim Velčovský, Petr Zelenka | koncerty: Cooloperation, Jurek Bożyk i Przyjaciele, Tomáš Kočko & Orchestr, The Bombers; wystawy: plakatów Andrzeja Pągowskiego, plansz komiksowych „Alois Nebel” Jaroslava Rudiša i Jaromíra 99, Qubus Design, fotografii „Czechosłowacja 1968-89”; konferencja naukowa „Błądzenie między sierpniem 1968 a listopadem 1989" |
| 2007 | Retrospektywy: Jan Němec i Martin Slivka, Filmy według prozy Bohumil Hrabal In memoriam: Leon Niemczyk, Wspomnienie o Maćku Olbrychcie, Czeski film eksperymentalny, Element węgierski, Nowe filmy | Kasia Adamik, Albina Barańska, Andrzej Barański, Pavel Hajný, Andrzej S. Jagodziński, Aleksander Kaczorowski, Krystyna Krauze, Fero Lipták, Robert Makłowicz, Petr Nikolaev, Oľga Slivková, Jan Stachowski, Martin Šulík | koncerty: Buty, Eduardo Borsuci in optima forma, Jazz-USIE, Swing Session; wystawy: malarstwa i scenografii Fero Liptáka, o dziele i życiu Martina Slivki, fotografii Michala Tůmy „Portretowałem także angielskiego króla”; Biesiada Hrabalowska |
| 2006 | Retrospektywy: Elo Havetta i Wojciech Marczewski, Życie seksualne Czechów na ekranie, Akcent węgierski, Nowe filmy | Jan Budař, Wojciech Marczewski, Marko Škop, Petr Zelenka | koncerty: Jan Budař & Eliščin Band, Moimir Papalescu & The Nihilists, Ulisses IV, Praskání Rosti Petříka; wystawy: „Słowacki plakat filmowy XX wieku”, malarstwa Anny Brudzińskiej „Własny kawałek nieba”, malarstwa Moniki Milerskiej i obiektów ceramicznych Małgorzaty Krętowicz; projekcja filmu niemego z muzyką na żywo |
| 2005 | František Vláčil – poeta filmowego obrazu, Mariusz Grzegorzek – artysta wierny sobie, Wspominanie i zapominanie, Akcent węgierski, Nowe filmy | Milan Cieslar, Mariusz Grzegorzek, Martin Šulík | koncerty: Ars Nova i Apolonia Nowak, DG 307, Marián Varga, Zloději uší, Praskání Rosti Petříka; wystawy: poświęcona Františkowi Vláčilowi, rysunków Marka Doušy „Opowieści o zwyczajnym szaleństwie”, plakatów i kolaży Mariusza Grzegorzka |
| 2004 | Europejskie tropy w filmach Agnieszki Holland, Věra Chytilová – kobiece spojrzenie na świat, Agnieszka Holland poleca, Filmy muzyczne, Akcent węgierski, Nowości | Agnieszka Holland, Fero Lipták, Martin Šulík | koncerty: Jiří Stivín & Co. Jazz Quartet, Peter Lipa Band, Švihadlo, Praskání Rosti Petříka; wystawa malarstwa Marii Bieńkowskiej-Kopczyńskiej „Ślady obecności”; interdyscyplinarna konferencja naukowa „Agnieszka Holland a tożsamość kultury europejskiej”; Wspólny kocioł – gotowanie Roberta Makłowicza i Petra Novotnego |
| 2003 | Jiří Svoboda – ekspresyjny poszukiwacz ponadczasowych idei, Karel Kachyňa – wierny przyjaciel dobrych scenarzystów, Kobiecym okiem, czyli filmy Alice Nellis, Nowe filmy | Jaroslav Dušek, Jan Hřebejk, Jiří Svoboda | koncerty: Chiki liki tu-a, Hana Hegerová, Vypsaná fiXa, Radůza |
| 2002 | Dokumentalista ludzkich emocji – Vladimír Michálek, Przedziwne okrucieństwa Juraja Herza, Krzyki i ich echa w filmach Jaromila Jireša, Ich pierwsze filmy..., Nowe filmy | Juraj Herz, Vladimír Michálek | koncerty: Kuličky štěstí, Traband, Václav Koubek |
| 2001 | Według scenariuszy Vladimíra Körnera, W świecie filmów Juraja Jakubisko, Przeboje ostatniego roku | Juraj Jakubisko, Vladimír Körner | koncerty: Garage, Ida Kelarová & Romano Rat, Šarköz |
| 2000 | Vojtěch Jasný w Cieszynie, Pamięci Františka Vláčila, Przeboje ostatnich lat | Vojtěch Jasný | koncerty: Jana Koubková, Michal Chromek Consort, Echt! |
| 1999 | 11 filmów czeskich | Jiří Menzel | |